# ایستگاه مگورو
ایستگاه مگورو (به ژاپنی: Meguro Station) یک ایستگاه راه‌آهن است که در شیناگاوا-کو، توکیو و نزدیک به مگورو-کو، توکیو واقع شده‌است.